# Tevfik Esenç
Tevfik Esenç (Hacı Osman, Turkije, 1904 - 7 oktober 1992) was een Circassiër afkomstig uit Turkije die te boek staat als de laatst sprekende van de uitgestorven taal Oebychs. Naast het Oebychs sprak Esenç ook Turks en Hakuchi Adyghe, een dialect van het Adygees.
Esenç groeide op bij zijn grootouders in Hacı Osman, Turkije, waar hij een tijd werkzaam was als burgemeester. Later was hij ambtenaar in Istanboel. Daar werkte hij samen met de Franse socioloog Georges Dumézil om zijn taal vast te leggen.
Hij had tot op hoge leeftijd een uitstekend geheugen en begreep waar het Dumézil om te doen was. Door zijn kennis van het Oebychs was hij niet alleen de voornaamste bron van de taal zelf, maar ook van de mythologie, cultuur en gewoonten van de Oebychse volken.
Tevfik Esenç was een taalpurist. Op 7 oktober 1992 stierf hij op 88-jarige leeftijd een natuurlijke dood. Op zijn grafsteen staat, vertaald: "Dit is het graf van Tevfik Esenç. Hij was de laatste persoon die het Oebychs sprak."